# Frittlingen
Frittlingen település Németországban, azon belül Baden-Württembergben. Lakosainak száma 2179 fő (2023. december 31.). Frittlingen Gosheim, Denkingen, Aldingen, Rottweil és Wellendingen községekkel határos.

## Népesség
A település népessége az elmúlt években az alábbi módon változott:
| Lakosok száma | 1208 | 1319 | 1490 | 1584 | 1739 | 1945 | 2028 | 2104 | 2065 | 2179 |
|               | 1961 | 1967 | 1974 | 1980 | 1987 | 1993 | 2000 | 2006 | 2013 | 2023 |